# CommuniCore
CommuniCore est l'ancien nom du pavillon central de la section Future World d'Epcot à Walt Disney World Resort. Ce pavillon était celui de la Science en perpétuelle évolution et des technologies. Il était constitué de deux bâtiments semi-circulaires au pied de Spaceship Earth nommés CommuniCore East et CommuniCore West (d'après leur position géographique). Il permettait l'accès aux autres pavillons de cette section ainsi qu'à World Showcase. Il fut partiellement sponsorisé par Unisys.
Le pavillon comportait de grandes allées couvertes et climatisées, éléments peu nombreux dans le complexe de Walt Disney World.
Le pavillon a été remplacé en juillet 1994 par Innoventions mais sans aucun changement important de la structure des bâtiments.

## Le concept du pavillon
Le pavillon est l'équivalent pour Epcot du Main Street USA des royaumes enchantés (comme Disneyland).
Il est aussi un reste des premiers concepts d'EPCOT avec l'agencement en cercle des pavillons des états, chacun présentant la même largeur et hauteur de façade que ses voisins, seule la profondeur de l'emplacement dans le bâtiment changeait. Mais les états furent remplacés par des sociétés technologiques.
Chacune des sociétés partenaires des autres pavillons avaient un stand sous le même toit afin d'augmenter la diversité d'expérience de Future World. CommuniCore s'étant ouvert au début de l'ère de l'informatique, il contenait de nombreuses innovations liées à cette révolution technologique émergente.
Par exemple, sur le chemin d'accès à Universe of Energy, sponsorisé par Exxon, une exposition interactive de CommuniCore East était présentée, la Exxon's Energy Exchange.

## Les attractions et services
L'exposition principale était une visite du EPCOT Computer Central, le central informatique du parc qui dirigeait tout ce qui pouvait l'être dans le parc. La version originale était appelée l'Astuter Computer Revue et eut la particularité peu enviée d'être l'attraction à la durée de vie la plus courte (quelques semaines). L'attraction fut fermée, rénovée et rouverte sous le nom de Backstage Magic.

### CommuniCore East
CommuniCore East permettait d'accès aux attractions technologiques et c'est dans cette aile que se trouvait Backstage Magic. Les quatre secteurs intérieurs étaient utilisés mais seuls les deux secteurs extérieurs au nord possédaient une fonction.
Dans le quadrant nord se trouvait :
- côté intérieur
  - TravelPort, le centre de relation du parc présenté par American Express, avec des cast members joignables par écrans vidéos interposés.
  - Stargate Restaurant un restaurant de hamburgers, de pizzas et de salades. Il doit son nom au fait qu'il se trouvait sur le chemin de Horizons.
  - Beverage Base un café à côté du restaurant
- côté extérieur
  - Backstage Magic une attraction sponsorisée par Unisys montrant le central informatique du parc
  - l'exposition Energy Exchange d'Exxon pour apprendre les énergies du futur, sur le chemin de Universe of Energy.

Dans le quadrant sud il était possible :
- au Centorium (hommage à l'Emporium des Royaumes enchantés) d'acheter dans la plus grande boutique du parc
- dans Electronic Forum, situé à côté, de participer à un sondage d'opinion permanent sur les événements de l'époque. Il fut appelé aussi Great American Census Quiz.
- World News Center centre d'information télévisuelle remplaçant à partir du 17 mars 1991 l'avant spectacle du Electronic Forum[2]
- de créer son propre circuit de montagnes russes dans Compute-A-Coaster (fermé avant 1989)
- de s'amuser aux Get Set Jet and the Flag Games (fermé avant 1989)
- de rencontrer SMRT-1 un robot amical utilisant les dernières technologies de reconnaissance vocale (de l'époque).
- de connaître la population terrestre chaque seconde avec la Population Clock (horloge à population)

### CommuniCore West
CommuniCore West était la porte d'entrée pour les attractions sur le terre et l'imagination. Mais seuls les secteurs intérieurs étaient utilisés laissant plusieurs espaces vacants.
Dans le quadrant nord se trouvait
- FutureCom une exposition proposée par AT&T au pied de Spaceship Earth (même partenaire) sur les dernières technologies de l'information dont Internet.
- Un centre de ressources éducationnelles en deux parties:
  - EPCOT Outreach pour répondre aux questions sur le complexe de Walt Disney World
  - Teacher's Center (centre des enseignants).

Dans le quadrant sud se trouvait
- Sunrise Terrace un restaurant sur le chemin de The Land proposait des repas plus gastronomiques que son homologue de l'aile est (poissons, poulets et salades).
- Expo Robotics une exposition sur les performances des robots, comme photographe ou joueur de badminton.

## La rénovation
Afin de garder CommuniCore à jour et son côté vivant, les deux ailes furent fermées en octobre 1993 (sauf les allées couvertes). Le pavillon des sciences et technologies qu'était CommuniCore fut renommé Innoventions qui ouvrit en 1994.
- Le Stargate Restaurant fut rebaptisé Electric Umbrella en 1994.
- Le Sunrise Terrace fut divisé en deux Pasta Piazza Ristorante et Fountain View Espresso and Bakery en 1994.
- Le Centorium fut rénové, agrandit et renommé MouseGear en 1999